# Il Re della Louisiana
Il Re della Louisiana (Louisiana Purchase) è un film del 1941 diretto da Irving Cummings.